# Coatís
Els coatís són mamífer originaris de Sud-amèrica, que tenen la mida d'un moix i unes grans ungles, nas allargat i una cua prolongada. Els coatís no formen cap grup taxonòmic, sinó que pertanyen als gèneres Nasua i Nasuella, de la família dels prociònids.
Hi ha cinc espècies vivents de coatí, repartides en dos gèneres:
- Coatí sud-americà (Nasua nasua)
- Coatí de nas blanc (Nasua narica)
- Coatí de l'illa Cozumel (Nasua nelsoni)
- Coatí de muntanya (Nasuella olivacea)
- Nasuella meridensis